# ألان غروفز
ألان غروفز (بالإنجليزية: Alan Groves)‏ (24 أكتوبر 1948 في المملكة المتحدة - 15 يونيو 1978 في المملكة المتحدة) هو لاعب كرة قدم بريطاني في مركز الوسط. لعب مع أولدهام أثلتيك وشروزبري تاون ونادي بلاكبول ونادي بورنموث ونادي ساوثبورت ونادي تشستر سيتي.

## وصلات خارجية
- ألان غروفز على موقع قاعدة بيانات كرة القدم.إي يو (الإنجليزية)